# Drepanocladus polycarpon
Drepanocladus polycarpon là một loài Rêu trong họ Amblystegiaceae. Loài này được (Blandow ex Voit) Warnst. mô tả khoa học đầu tiên năm 1902.